# Cruzeiro real
El cruzeiro real fue una unidad del sistema monetario brasileño instituida a partir del 1 de agosto de 1993 hasta el 30 de junio de 1994, cuando fue reemplazado por el real, la moneda aún vigente en Brasil 30 años después.
La equivalencia de 1000 cruzeiros (moneda anterior) era igual a 1 cruzeiro real.